# Кызылагаш (река)
Кызылага́ш (каз. Қызылағаш) — река в Аксуском районе Жетысуской области Казахстана.
Название реки связано с казахскими словами «кызыл» и «агаш», что означает, «красное» и «дерево», совместно «Красное дерево». Высота истока — 1500 м над уровнем моря. Высота устья — 400 м над уровнем моря. Средняя высота водосбора — 1260 м².

## География

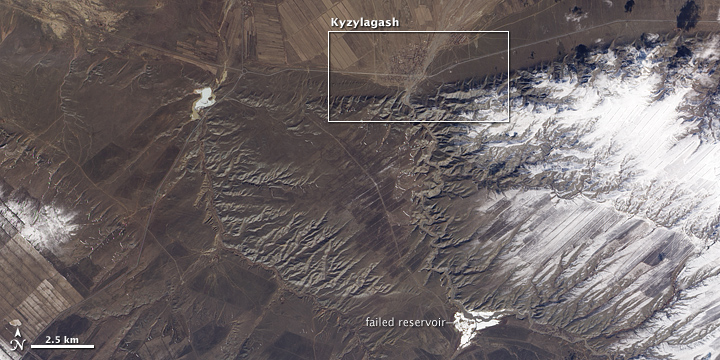
Спутниковый снимок, сделанный после прорыва дамбы. NASA Observatory, 21 марта 2010

Река берет свое начало севернее Каратауских гор (Джунгарский Алатау), северо-восточнее села Капал.
Верхнее течение узкое, протекает по горному ущелью. На территории поселка Куренбель (Корымбель) русло значительно расширяется, берег становится пологим. Среднее течение протекает через крутой овраг. Побережье здесь каменистое. Ниже плотины Кызылагаш русло расширяется, котловина проходит по равнинной местности.
Кызылагаш и другие водотоки бассейна реки Биен теряются в песках Жалкумы, не доходя до озера Балхаш, поскольку их воды ныне регулируются водохранилищами и разбираются на орошение.

## Гидрология
Длина реки составляет 117 км. Площадь водосбора — 2430 км². В состав бассейна входит 140 ответвлений общей длиной 190 км и 8 небольших озёр. В низовьях река образует обширную дельту с несколькими речками: Музбулак, Биртоган, Капал, Актума, Шынбулак. От русла также отделяются рукава Егинсу, Акешки и Курозек ниже плотины Кызылагаш.
Пополняется за счет грунтовых вод и осадков. Среднегодовой расход воды в районе села Кызылагаш составляет 2,16 м³/с.

## Хозяйственное значение
Вода используется в сельском хозяйстве, пойменная часть — для сенокосов, а верхний бассейн — для выпаса скота.

## Прорыв плотины в Кызылагаше
11 марта 2010 года интенсивное таяние снега, обильные дожди, а также неосмотрительность местных властей привели к размыву дамбы и прорыву Кызылагашского водохранилища в верхнем течении реки Кызылагаш. Ширина волны селевого потока составляла 1,6 километра, высота — 3—4 метра.